# Damon Albarn
Damon Albarn, OBE (/ˈdeɪmən ˈælbɑːrn/; sinh ngày 23 tháng 3 năm 1968) là ca sĩ, nhạc sĩ và nhạc công đa nhạc cụ người Anh. Ông là ca sĩ chính của ban nhạc Rock người Anh Blur, đồng sáng lập, nhạc công và nhạc sĩ sáng tác chính cho ban nhạc Gorillaz. Albarn cũng là thành viên của siêu ban nhạc The Good, the Bad and the Queen, cùng họ có một album chung phát hành vào năm 2007.
Trưởng thành tại vùng Leytonstone, phía đông Thủ đô Luân Đôn, gần Colchester, Essex, Albarn theo học tại trường Stanway, nơi anh gặp Graham Coxon và lập nên nhóm nhạc Blur, cho ra mắt album đầu tay Leisure (1991) với nhiều đánh giá trái chiều. Sau một thời gian dài đi tour tại Mỹ, phong cách sáng tác của Albarn dần bị ảnh hưởng bởi các ban nhạc Anh thập niên 1960. Các album tiếp theo của nhóm như Modern Life Is Rubbish (1993), Parklife (1994) và The Great Escape (1995) đều nhận được đánh giá tích cực ở Anh, bên cạnh đối thủ cạnh tranh chính của họ từ làn sóng Britpop, Oasis. Những album sau đó của họ là Blur (1997), 13 (1999), Think Tank (2003) và The Magic Whip (2015) pha trộn nhiều phong cách âm nhạc cách tân như lo-fi, âm nhạc điện tử và cả hip-hop.
Cùng với tác giả Jamie Hewlett của cuốn truyện tranh Tank Girl, Albarn thành lập nên ban nhạc Gorillaz vào năm 1998. Pha trộn các phong cách alternative rock, trip hop, hip hop, electronica, dub, reggae và pop, họ cùng nhau phát hành album đầu tay cùng tên vào năm 2001 với thành công trên toàn thế giới. Albarn là nghệ sĩ chính duy nhất hoạt động thường xuyên trong ban nhạc, nên Gorillaz có số lượng nghệ sĩ cộng tác vô cùng lớn. Sách kỷ lục Guinness từng ghi nhận Gorillaz là "ban nhạc ảo thành công nhất lịch sử". Một số dự án khác của anh có thể kể tới chương trình từ thiện cho trẻ em châu Phi Oxfam, sáng tác và hát chính cho album The Good, the Bad & the Queen, và sáng tác nhạc phim. Ông cũng thử nghiệm cùng opera với các dự án Dr Dee và Monkey: Journey to the West. Album solo đầu tay Everyday Robots đồng sản xuất cùng CEO của XL Recordings, Richard Russell, được Albarn phát hành vào ngày 28 tháng 4 năm 2014 với sự tham gia của Brian Eno, Natasha Khan, dàn hợp xướng Nhà thờ thành phố Leytonstone cùng nhiều đoạn đọc trích của Lord Buckley.
Năm 2008, tờ The Daily Telegraph từng xếp hạng Albarn ở vị trí 18 trong danh sách "100 nhân vật có ảnh hưởng lớn với nền văn hóa Anh". Cuộc bình chọn năm 2010 của tạp chí Q cũng xếp Albarn ở vị trí số 4 trong số những trưởng ban nhạc vĩ đại nhất. Anh được phong tước Sĩ quan Hoàng gia Anh (OBE) vào dịp năm mới 2016 cho những cống hiến với nền âm nhạc quốc gia.

## Danh sách đĩa nhạc

### Solo
- Everyday Robots (2014)

### Solo EP
- Democrazy (EP-kép đĩa than dạng demo) (2003)

### Album trực tiếp
- Live at the De De De Der (2014)

### Album và EP hợp tác
- Mali Music (2002) (cùng Afel Bocoum, Toumani Diabaté & Friends)
- The Good, the Bad & the Queen (2007) (cùng Tony Allen, Paul Simonon và Simon Tong)
- Live from SoHo (iTunes Exclusive EP) (2007) (cùng Tony Allen, Paul Simonon & Simon Tong)
- Kinshasa One Two (2011) (nằm trong DRC Music)
- Rocket Juice & the Moon (2012) (cùng Flea và Tony Allen nằm trong "Rocket Juice and the Moon")
- Leave-Taking (2012) (nằm trong Rocket Juice & the Moon)
- Maison Des Jeunes (2013) (nằm trongAfrica Express)
- In C Mali (2014) (nằm trong Africa Express)
- The Orchestra of Syrian Musicians and Guests (2016) (cùngAfrica Express)

### Phim và opera
- Ravenous (1999) (cùng Michael Nyman)
- 101 Reykjavík (2002) (cùng Einar Örn Benediktsson)
- Monkey: Journey to the West (2008)
- Dr Dee (2012)
- wonder.land (2016)